# 부됴놉스크 병원 인질극

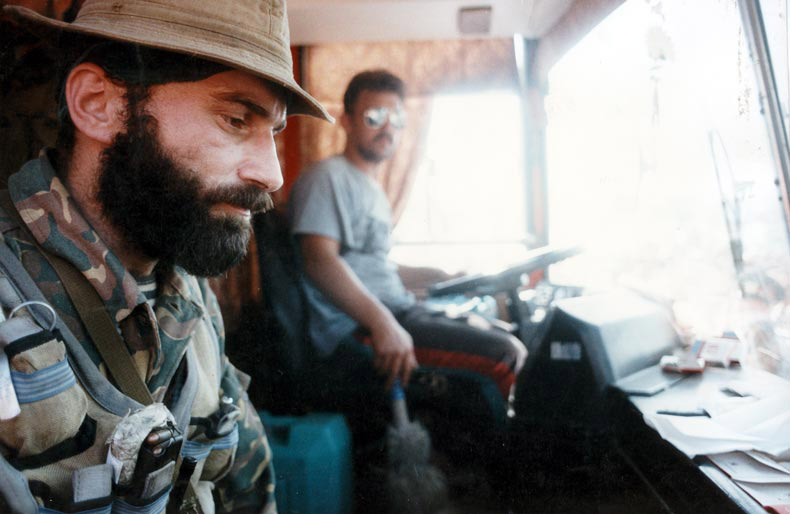

부됴놉스크 병원 인질극 또는 부됴놉스크 테러(러시아어: Теракт в Будённовске)는 1995년 6월 14일부터 6월 19일까지 러시아 체첸 공화국의 부됴놉스크에서 일어난 인질극으로 샤밀 바사예프 주도로 체첸 분리주의자들이 일으킨 사건이다.

## 발단
1995년 6월 14일 샤밀 바사예프와 아슬람베크 아브둘하지예프의 하수인들인 인질범들은 경찰서와 시청을 공격했다. 그리고 병원을 점령하고 1,500명 이상을 인질로 삼았다. 이들은 최후통첩에는 위협적으로 병원의 사람들을 죽이겠다고 말하고, 제1차 체첸분쟁과 체첸의 러시아 군대의 철수 등을 요구했다. 6월 15일, 바사예프는 병원건물에서 기자들과 기자 회견을 할 수 있도록 요구했다.

## 사망
합계 105명의 시민과 25명의 러시아 군인들이 사망했다.

## 같이 보기
- 제1차 체첸 전쟁
- 모스크바 극장 인질극
- 제1차 체첸 내전
- 샤밀 바사예프